# Grotte Is Zuddas
Die Grotte Is Zuddas ist eine Tropfsteinhöhle nahe der Südwestküste der italienischen Insel Sardinien. Sie befindet sich im Gemeindegebiet von Santadi in der Provinz Sulcis Iglesiente. Seit 1985 sind von den ungefähr 1650 Metern Länge der Höhle etwa 500 Meter auf einem Rundgang zu besichtigen.

## Lage
Die Grotte Is Zuddas liegt 11,5 Kilometer östlich des Golfo di Palmas an der Südwestküste Sardiniens. Die Provinzstraße 70 von Santadi nach Teulada führt nahe an der Höhle vorbei. Zwischen den Orten Su Benatzu und Is Cattas zweigt etwa 6 Kilometer von Santadi und 15 Kilometer von Teulada entfernt östlich eine Zufahrt zu einem Parkplatz vor dem Eingang der Höhle ab. Hier wurden einige Gebäude errichtet, in denen neben gastronomischer Versorgung auch Eintrittskarten angeboten werden, um die Höhle in geführten Gruppen zu feststehenden Zeiten zu besuchen.
Der Höhleneingang, etwas oberhalb der Gebäude und des Parkplatzes, führt von Norden in die Grotte Is Zuddas. Sie gehört zu einem Komplex mehrerer Karsthöhlen im bis zu 237 Meter hohen Monte Meana. Bis heute sind sieben Höhlen bekannt, darunter neben Is Zuddas die Grotta del Campanaccio („Glockenhöhle“), die Grotta della Capra („Ziegenhöhle“), die Grotta sacra di Pirosu und die nach dem Berg benannte Grotta di Monte Meana. Es wird vermutet, dass mehrere Höhlen durch noch nicht entdeckte Bereiche miteinander verbunden sind.

## Geschichte
Die Grotte Is Zuddas zieht sich durch Dolomitstein aus einem Abschnitt des Kambriums, einer Zeit vor 530 Millionen Jahren, die als Fortunium bezeichnet wird. Bei dem Gestein handelt es sich um die ältesten Karbonate Sardiniens und Italiens. Anfang der 1960er Jahre wurde ein enger natürlicher Zugang entdeckt, der 20 Meter tief in den vorderen Bereich der Höhle führte. Arbeiter eines Bergwerksunternehmens sprengten 1968 den heutigen Eingang frei, um in einem Steinbruch kalkhaltigen Alabaster zu gewinnen. Nach einigen Monaten wurde das Vorhaben eingestellt, da man das abzubauende Mineral in zu geringen Mengen vorfand.
Im Jahr 1971 entdeckten Höhlenforscher neue Gänge mit einer Gesamtausdehnung von 1500 Metern, die in bisher unbekannte Hohlräume führten. Um den weiteren Zugang für Mineraliensammler zu unterbinden, stellte die Gemeindeverwaltung von Santadi die Grotte Is Zuddas unter Schutz und sperrte die Zugänge. Die Genossenschaft Monte Meana, bestehend aus vorwiegend einheimischen Höhlenforschern, wurde mit der Betreibung der Höhle betraut. Sie erschloss eine Besucherroute und machte diese 1985 der Öffentlichkeit zugänglich. Seitdem wird Is Zuddas jährlich von tausenden Touristen besichtigt.

## Beschreibung

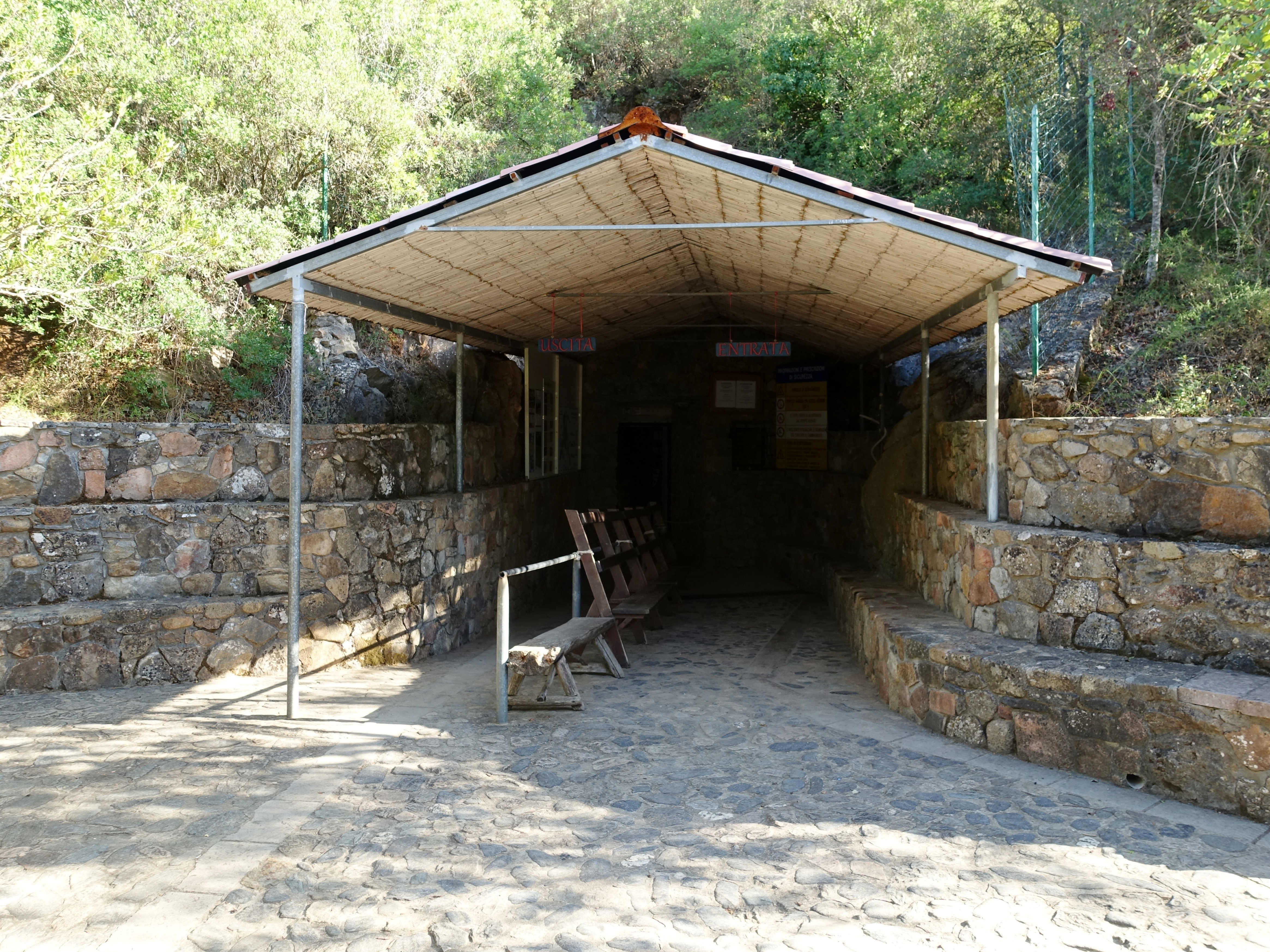
Höhleneingang

Der überdachte Eingangsbereich der Grotte Is Zuddas bietet Sitzgelegenheiten zum Warten auf den Beginn der Führungen. An den Wänden sind Informationstafeln zu sehen, die das Ausmaß der Höhle darstellen und auf die in ihr lebende Fauna hinweisen. Als tierische Bewohner aufgeführt sind Ratten, Kleine Hufeisennasen, Webspinnen (Meta bourneti, Pholcus phalangioides, Dysderidae), Doppelfüßer (Blaniulus, Callipus), Hundertfüßer (Himantarium gabrielis), Pseudoskorpione (Chthoniidae, Roncus puddui) und Asseln (Catalauniscus, Stenasellus). An der Decke hinter dem Eingang finden sich Spuren des Sardischen Pfeifhasen (Prolagus sardus), einem ausgestorbenen Nagetier.

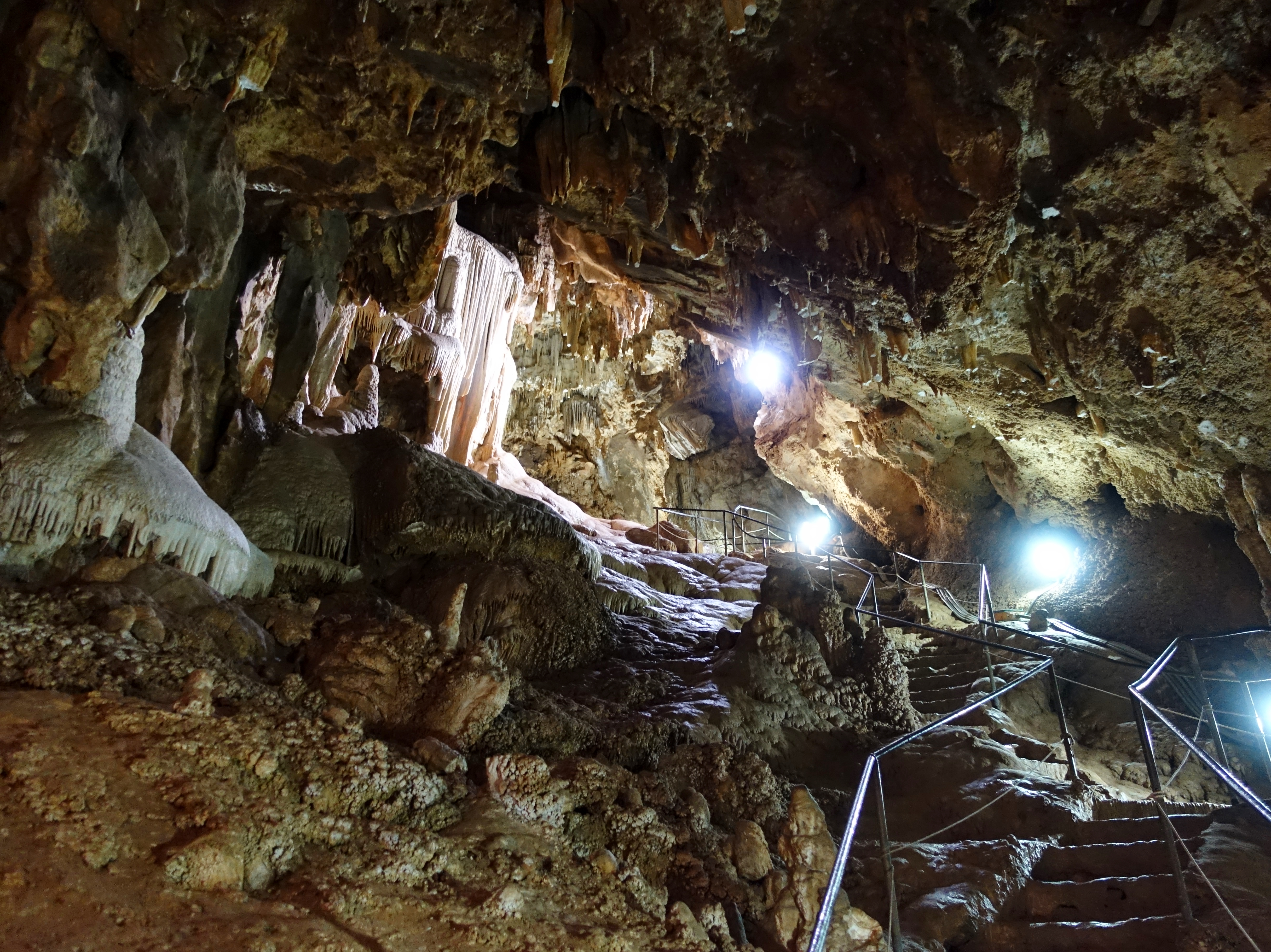
Rundweg durch die Höhle

Auf gesicherten Wegen zieht sich der Besucherrundgang durch mehrere elektrisch beleuchtete Hallen und Räume der Höhle. Er führt durch die Sala della Collata („Gusshalle“) über die Sala della Medusa („Quallenhalle“) und die Sala delle Erosioni („Erosionshalle“) in die Sala dell’Organo („Orgelhalle“). Von dort sind sowohl die Sala del Teatro („Theaterhalle“) wie auch die Sala delle Eccentriche („Exzentrikhalle“) erreichbar.
Die Grotte Is Zuddas ist bekannt für eine reiche Vielfalt verschiedener Tropfsteine und chemischer Ablagerungen. Neben Stalaktiten und Stalagmiten kommen Sintervorhänge und -fälle, Röhrchensinter, Sinterbecken, korallenförmige Tropfsteine, Mondmilch, Wandsinterleisten sowie verschiedene Formen von Aragoniten vor. Letztere sind vornehmlich in der Sala delle Eccentriche präsent. In der Weihnachtszeit wird in der Sala dell’Organo eine Krippe mit den Trachytskulpturen von Giovanni Salidu aufgestellt.
Das Fotografieren sowie Filmen ohne Blitzlicht oder Stativ ist in der Grotte Is Zuddas erlaubt (Stand: 2017). Die Führungen werden meist in italienischer Sprache angeboten. Vom 1. November bis zum 28./29. Februar ist die Höhle, mit Ausnahme der Weihnachtszeit und zum Jahreswechsel (19. Dezember bis 7. Januar), geschlossen.

Höhlenansichten
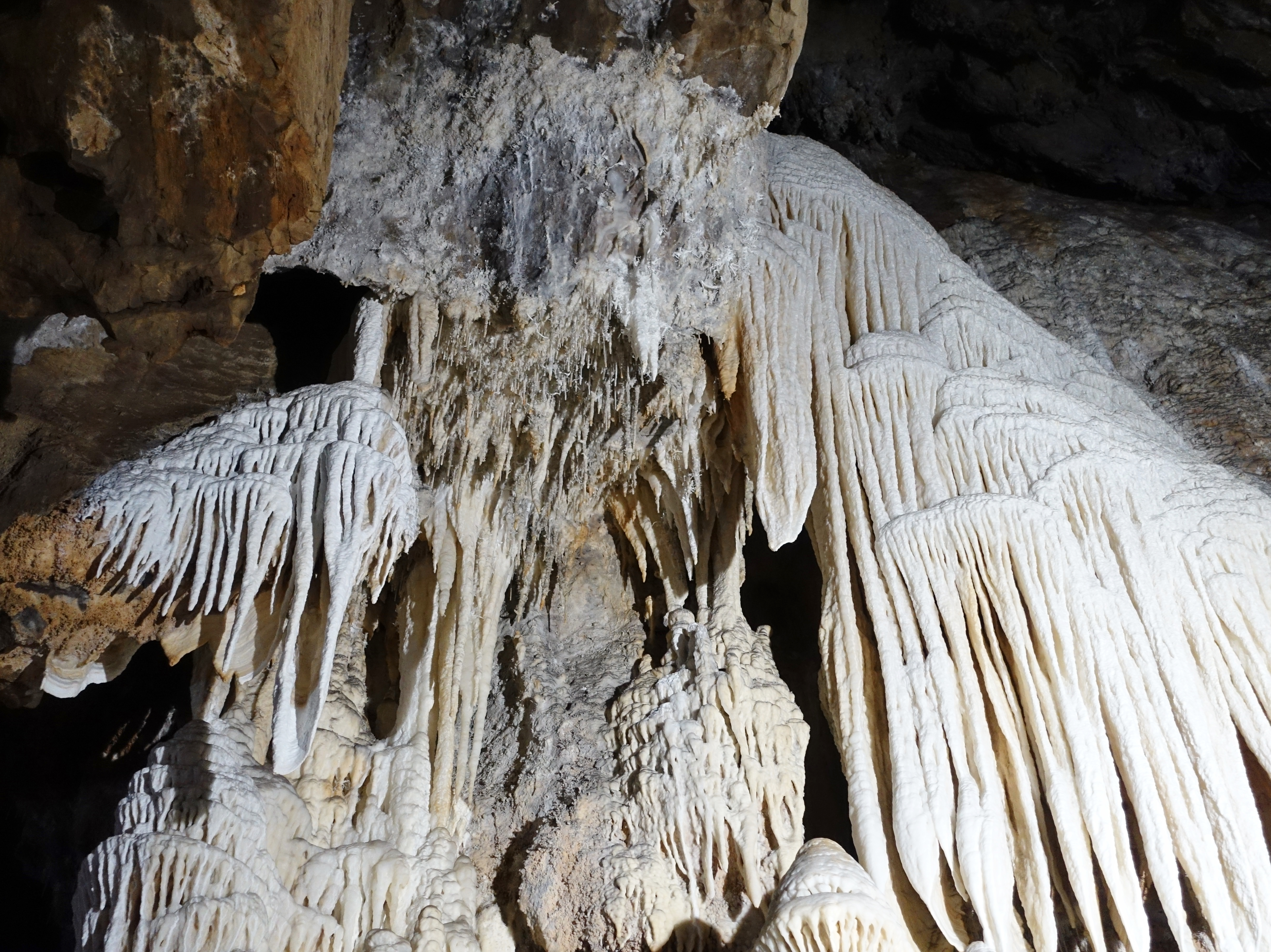
Sinterfall
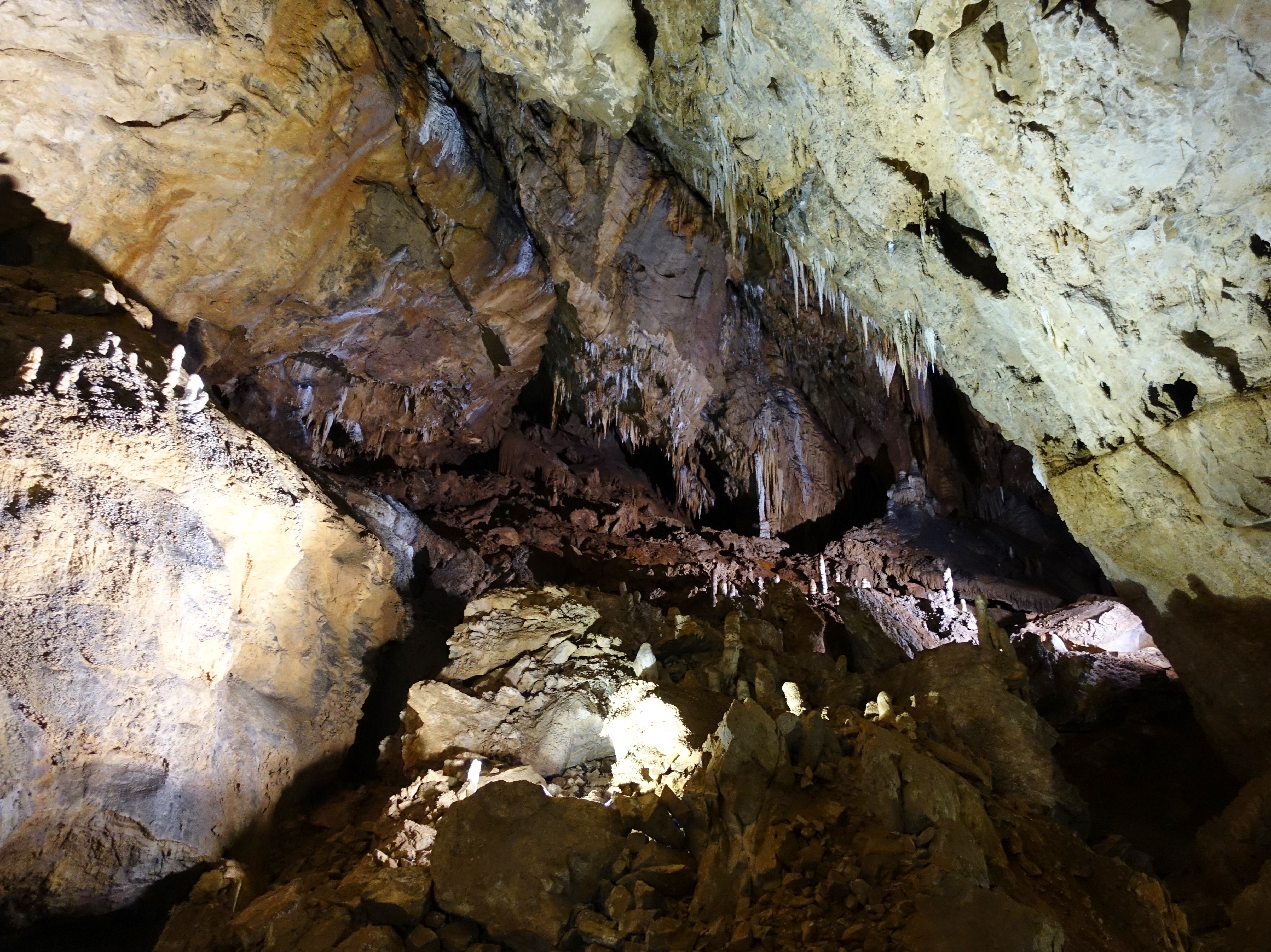
Sala del Teatro
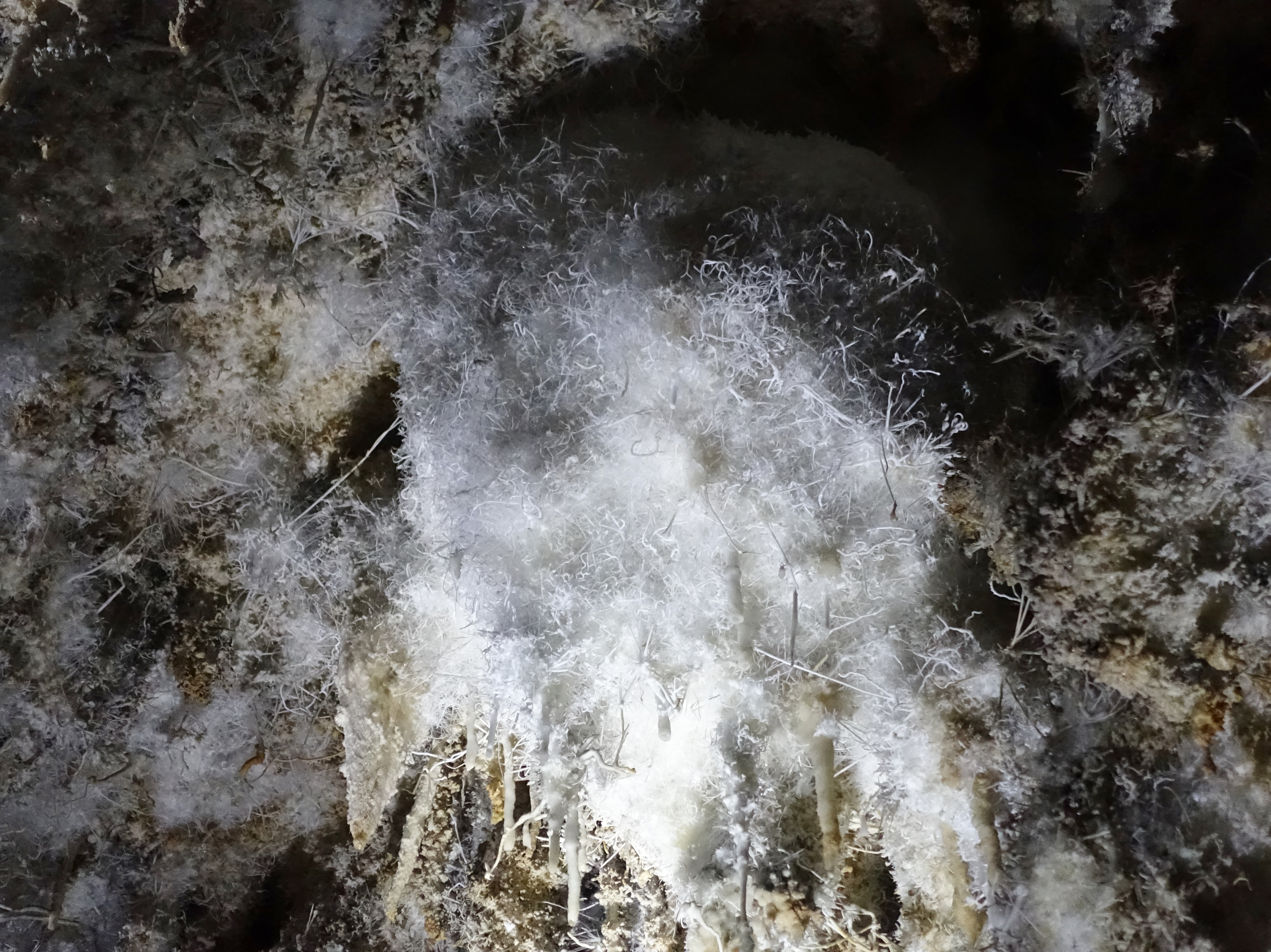
Aragoniten
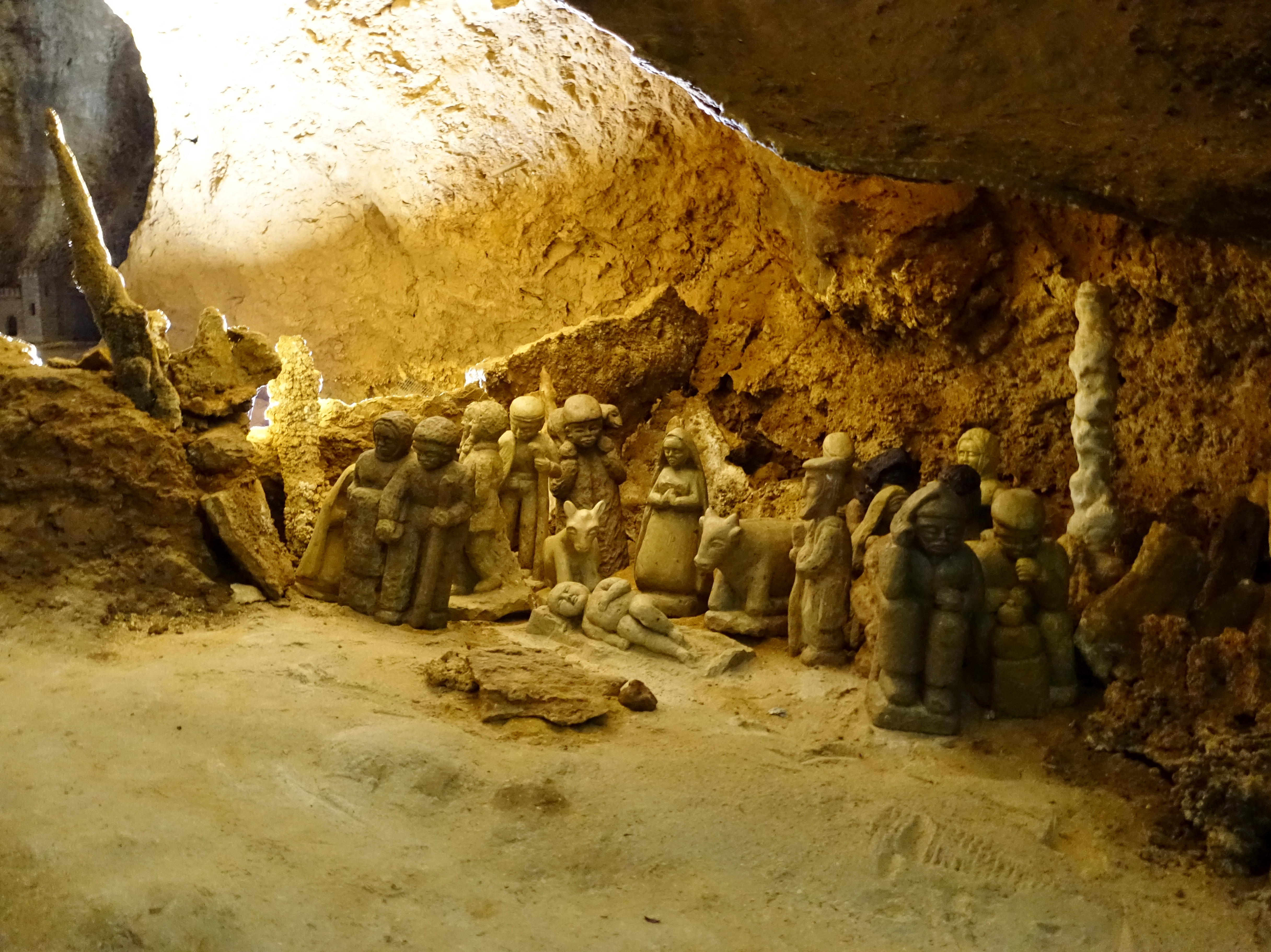
Trachytskulpturen